# Talang Dukun
Talang Dukun is een bestuurslaag in het regentschap Ogan Ilir van de provincie Zuid-Sumatra, Indonesië. Talang Dukun telt 1567 inwoners (volkstelling 2010).